# Цзиньтань
Цзиньта́нь (кит. упр. 金坛, пиньинь Jīntán) — район городского подчинения городского округа Чанчжоу провинции Цзянсу (КНР).

## История
К моменту основания империи Суй эти места входили в состав уезда Яньлин (延陵县). Во время крестьянского восстания здесь был образован уезд Цзиньшань (金山县). При империи Тан во время правления императрицы У Цзэтянь в 688 году уезд Цзиньшань был переименован в Цзиньтань.
В 1953 году уезд вошёл в состав Специального района Чжэньцзян (镇江专区). В 1958 году власти Специального района Чжэньцзян переехали из Чжэньцзяна в Чанчжоу, и он был переименован в Специальный район Чанчжоу (常州专区), но в 1959 году они вернулись обратно, и Специальный район Чанчжоу вновь стал Специальным районом Чжэньцзян. В 1970 году он был переименован в Округ Чжэньцзян (镇江地区).
В 1983 году Округ Чжэньцзян был преобразован в городской округ, а уезд Цзиньтань перешёл под юрисдикцию Чанчжоу. В 1993 году уезд Цзиньтань был преобразован в городской уезд. В 2015 году городской уезд Цзиньтань был преобразован в район городского подчинения.

## Административное деление
Район делится на 3 уличных комитета и 6 посёлков.

## Экономика
В районе расположен аккумуляторный завод SVOLT.